# Listă de actrițe - E
|  | Listă de actrițe \| \| Listă de actrițe - E \| Liste alfabetice de actori și actrițe \| Listă de actori A - B - C - D - E - F - G - H - I - J - K - L - M - N - O - P - Q - R - S - T - U - V - W - X - Y - Z |

## Actrițe - E
| - Jeanne Eagels (1894 - 1929) - Blandine Ebinger (1899 - 1993) - Barbara Eden (* 1934) - Samantha Eggar (* 1933) - Karoline Eichhorn (* 1965) - Karin Eickelbaum (1937 - 2004) - Anita Ekberg (1931 - 2015) | - Britt Ekland (* 1942) - Florence Eldridge (1901 - 1988) - Shannon Elizabeth (* 1973) - Erika Eleniak (* 1969) - Hannelore Elsner (* 1944) - Hope Emerson (1898 - 1960) - Andrea Ivett Erőss (* 1999) | - Laura Cecília Erőss (* 1995) - Noémi Zsófia Erőss (* 1993) - Jill Esmond (1908 - 1990) - Edith Evans (1888 - 1976) - Linda Evans (* 1942) - Angie Everhart (* 1969) - Hildigunn Eyðfinnsdóttir (* 1975) |

## Actori
|  | Listă de actori \| \| Listă de actrițe \| Liste alfabetice de actori și actrițe \| Listă de actori A - B - C - D - E - F - G - H - I - J - K - L - M - N - O - P - Q - R - S - T - U - V - W - X - Y - Z |